# Стрињо
Стрињо (итал. Strigno) је насеље у Италији у округу Тренто, региону Трентино-Јужни Тирол.
Према процени из 2011. у насељу је живело 1377 становника. Насеље се налази на надморској висини од 473 м.

## Становништво
Према резултатима пописа становништва 2011. у општини је живело 1.459 становника.
| 1931. | 1936. | 1951. | 1961. | 1971. | 1981. | 1991. | 2001. | 2011. |
| ----- | ----- | ----- | ----- | ----- | ----- | ----- | ----- | ----- |
| 1.617 | 1.561 | 1.501 | 1.495 | 1.377 | 1.354 | 1.411 | 1.446 | 1.459 |